# دوماژلیتسه
دوماژلیتسه (به چکی: Domažlice) یک منطقهٔ مسکونی، شهرک و شهرستان دارای شهرک سابقاً روستا در جمهوری چک است که در Domažlice District واقع شده‌است.

## خصوصیات
دوماژلیتسه ۱۰٬۹۷۰ نفر جمعیت دارد.

## خواهرخوانده
شهرهای فورت ایم والد، Ludres و Furth bei Göttweig خواهرخوانده‌های دوماژلیتسه هستند.